# 舶来品
舶来品（はくらいひん、foreign goods）とは、日本に於いては、かつて船便にて日本国外より運ばれてきた物品（輸入品）を指す。やや古い表現ではあるが死語（廃語）とは云いがたく、現在でも文学上の言い回しとして見受けられるなど、少々「気取った表現」の一種である。

## 概要
この言葉が広く使われるようになったのは、主に明治・大正の頃よりである。それ以前の日本では、鎖国といった政治的なものや、極東の島国として主な洋上交易ルートから外れていた関係で、日本国外からの物品が入りにくく珍しかったという理由もある。現在では船便のみならず航空便による輸入もあるが、高齢者を中心に輸入品、特に欧米の工業製品（主にカメラや時計などの精密機器、万年筆などの文房具）や加工食品などを指してこう呼ぶケースが多く見られる。
1950年代以前の日本では、欧米の工業製品といえば「高級品」や「一流品」の地位を獲得しており、これらは百貨店店頭のショーウィンドウなどに於いて、大衆の面前にガラス一枚隔てた所で簡単には手の届かない価格で展示・販売されている物というイメージが存在し、このような物を「舶来品」として珍重していた。
後に日本は世界でも有数の工業加工国に成長したが、それでも以前からの「欧米からの輸入品＝高品質な高級品」というイメージや、それによる輸入品信仰、輸入品の特別扱いとも言える感覚は根強く残っている。こういったイメージには暗に近代やそれ以前からの欧米への憧れ、いわゆる舶来コンプレックスを引きずっている面も見られる。ことに、欧米諸国以外の工業製品は、欧米製品のような「舶来品」というイメージは持たれず、品質の高い製品であっても格下扱いされる傾向もある。ただ、輸入品を珍重するという文化において、唐物に代表される中世から近世にかけて中国方面からもたらされた器物を宝として認識する意識も存在する。
舶来コンプレックスが国産品の正統な評価を妨げ、日本の工業力の低下を招いたことが指摘されている。

### 備考
なお英語でも輸入（品）を指して“Import”と云うが、これも元々は港を経由して入ってくる物品に由来するものと考えられている。ヨーロッパ地方（特にイギリス）では手に入らない物品（工芸品や農産物）が世界中から海路で持ち込まれた訳だが、これは港で陸揚げされ、各々の国内市場で危険を冒して運搬されてきた貴重な物品であるとして高値で流通した。
このように、アジアで遠く離れた異国の地であるヨーロッパの物品が珍重されたように、ヨーロッパにおいても現地では入手困難な東南アジアの香辛料や、中国・日本の磁器が重宝されていたのである。
この“import”は、ニュアンス的には日本の「舶来品」のイメージに類似する所があり、前述の舶来信仰に対する批判的視点は概ね共通して妥当する。
なお、現在でも英語では“Important”が「重要な」、または「大切な」の意味で使われている。